# 真島一郎
真島 一郎（まじま いちろう、1962年10月 - ）は、日本の文化人類学者。専門は西アフリカ民族誌学。
東京大学大学院総合国文化研究科文化人類学専攻博士課程単位取得退学。在セネガル日本大使館で文化参事官を務める。東京外国語大学総合国際学研究院（国際社会部門・地域研究系）教授。

## 略歴
- 1985年3月 - 東京大学教養学部教養学科卒業
- 1987年3月  - 東京大学大学院人文科学研究科文化人類学専攻修士課程修了
- 1992年3月 - 東京大学大学院総合文化研究科文化人類学専攻博士課程単位取得退学
- 1992年4月 - 日本学術振興会特別研究員（PD）
- 1992年11月 - 東京外国語大学アジア・アフリカ言語文化研究所 助手
- 1997年4月 - 同 助教授
- 2013年4月 - 同 教授
- 2015年4月 - 東京外国語大学 総合国際学研究院 教授
- 2019年4月 - 東京外国語大学 国際社会学部 部長（学部長含む）[2]

## 主な著作

### 共著
- 『現代アフリカの紛争－歴史と主体』武内進一 編、アジア経済研究所、2000
- 西谷修, 仲里効 編『沖縄／暴力論』未来社、2008年。

### 編著
- 鈴木雅雄, 真島一郎 編『文化解体の想像力-シュルレアリスムと人類学的思考の近代』人文書院、2000年。
- 真島一郎 編『だれが世界を翻訳するのか --- アジア・アフリカの未来から』人文書院、2005年。
- 真島一郎 編『二〇世紀〈アフリカ〉の個体形成 南北アメリカ・カリブ・アフリカからの問い』平凡社、2011年。

### 翻訳
- アマドゥ・クルマ 著、真島一郎 訳『アラーの神にもいわれはない - ある西アフリカ少年兵の物語（フランス語版）』人文書院、2003年。（原書 Kourouma, Ahmadou (2000), Allah n'est pas obligé, Seuil）